# JPMorgan Japanese Investment Trust
JPMorgan Japanese Investment Trust plc ist eine britische Investmentgesellschaft mit Sitz in London.
Das Unternehmen investiert in  börsennotierte japanische Unternehmen oder Wertpapiere, die eine indirekte Anlage in Japan bieten. Dazu gehören auch Anlagen in Robotik,     Fintechs, E-Commerce und Computerspiele. Daneben investiert der Trust im Januar 2024  in verschiedene andere Sektoren, darunter Technologie (32,9 %), Industriewerte (22,7 %), Finanzdienstleister (13,3 %), Gesundheitswesen (13,1 %), Kommunikationsdienste (8,4 %), zyklische Konsumgüter (7,8 %).
Im Januar 2024 beliefen sich die verwalteten Mittel auf insgesamt ca. 875 Mio. Pfund.
Die Fondsmanager des Trusts sind Nicholas Weindling und Miyako Urabe von JPMorgan Funds Limited.
Das Unternehmen ist an der Londoner Börse gelistet und Teil des FTSE 250 Index.